# Nikolaj Borge
Nikolaj Borge (ur. 2 marca 1971) – duński szachista, mistrz międzynarodowy od 1992 roku.

## Kariera szachowa
Na przełomie 1989 i 1990 r. wystąpił w Arnhem w mistrzostwach Europy juniorów do 20 lat. W 1992 r. zwyciężył w dwóch międzynarodowych kołowych turniejach rozegranych w Oslo i Taastrup oraz zadebiutował w narodowej reprezentacji na szachowej olimpiadzie w Manili. W 1996 r. po raz drugi wystąpił na olimpiadzie (rozegranej w Erywaniu), natomiast w 1998 r. podzielił I m. (wspólnie z Hannesem Stefanssonem, Danielem Gormallym, Tigerem Hillarpem Perssonem oraz Larsem Schandorffem) w otwartym turnieju Politiken Cup w Kopenhadze. Kilkukrotnie startował w finałach indywidualnych mistrzostw Danii, najlepszy wynik osiągając w 1998 r. w Taastrup, gdzie zajął V miejsce. Od 2000 r. w turniejach klasyfikowanych przez Międzynarodową Federację Szachową startuje bardzo rzadko.
Najwyższy ranking w karierze osiągnął 1 stycznia 1999 r., z wynikiem 2466 punktów zajmował wówczas 8. miejsce wśród duńskich szachistów.